# Estances de Rafael
Les Estances de Rafael (en italià, Stanze di Raffaello) són un conjunt de quatre sales de recepció situades al segon pis del Palau del Vaticà, la part pública dels apartaments papals. Són famoses pels seus frescos pintats per Rafael i el seu taller en el període entre 1508 i 1524. Es coneix el nom dels principals deixebles i col·laboradors de Rafael en aquesta obra: Giulio Romano, Giovanni da Udine, Gianfrancesco Penni i Perin del Vaga. Juntament amb els frescs de sostre de Michelangelo en la Capella Sixtina, són les grans seqüències de frescs que marquen l'Alt Renaixement a Roma.
L'agost de 1508 Donato d'Angelo Bramante cridà el seu paisà d'Urbino, Rafael, per a que realitzés treballs de decoració a Roma. El papa Juli II situà les seves estances privades al damunt de les que havien estat les cambres del papa Borja Alexandre VI. Aquestes estances estaven decorades amb frescs de Pietro Perugino, de Sodoma i altres. Juli II ordenà que els rasquessin i encarregà a Rafael que decorés les quatre estances. Es troben a la tercera planta, sobre el costat meridional del pati del Belvedere.
Físicament, l'ordre de les quatre sales, d'est a oest, tal com un visitant entraria a l'apartament és: Sala de Constantí, Sala d'Heliodor, Sala de la Signatura i Sala del incendi del Borgo. No obstant, no es correspon amb l'ordre cronològic en que es van realitzar les pintures.
Després de la mort del papa Juli II el 1513, amb dues estances ja finalitzades, el papa Lleó X continuà amb el programa. En morir Rafael, el 1520, els seus ajudants Gianfrancesco Penni, Giulio Romano i Raffaellino del Colle van acabar el projecte amb els frescs de la Sala de Constantí. L'esquema de les obres és el següent:
| Visió general (I) | Visió general (II) | Mur est | Mur sud | Mur oest | Mur nord | Volta | Nom i representacions (d'esquerra a dreta) |
| ----------------- | ------------------ | ------- | ------- | -------- | -------- | ----- | --- |
|                   |                    |         |         |          |          |       | Estaça de la Signatura: 1. La disputa del Santíssim Sagrament, 2. Virtuts cardinals i la llei, 3. L'escola d'Atenes, 4. El Parnàs i 5. Volta.                  |
|                   |                    |         |         |          |          |       | Estança d'Heliodor: 1. L'expulsió d'Heliodoro del temple, 2. La misa de Bolsena, 3. Encontre de Lleó Magne amb Àtila, 4. Alliberament de Sant Pere i 5. Volta. |
|                   |                    |         |         |          |          |       | Estança del incendi del Borgo: 1. Batalla d'Òstia, 2. L'incendi del Borgo, 3. Coronació de Carlemany, 4. Justificació de Lleó III i 5. Volta.                  |
|                   |                    |         |         |          |          |       | Estança de Constantí: 1. Visió de la Creu, 2. Batalla de Constantí contra Maxenci, 3. El baptisme de Constantí, 4. La donació de Roma i 5. Volta.              |

## Estança de la Signatura (1508-1511)

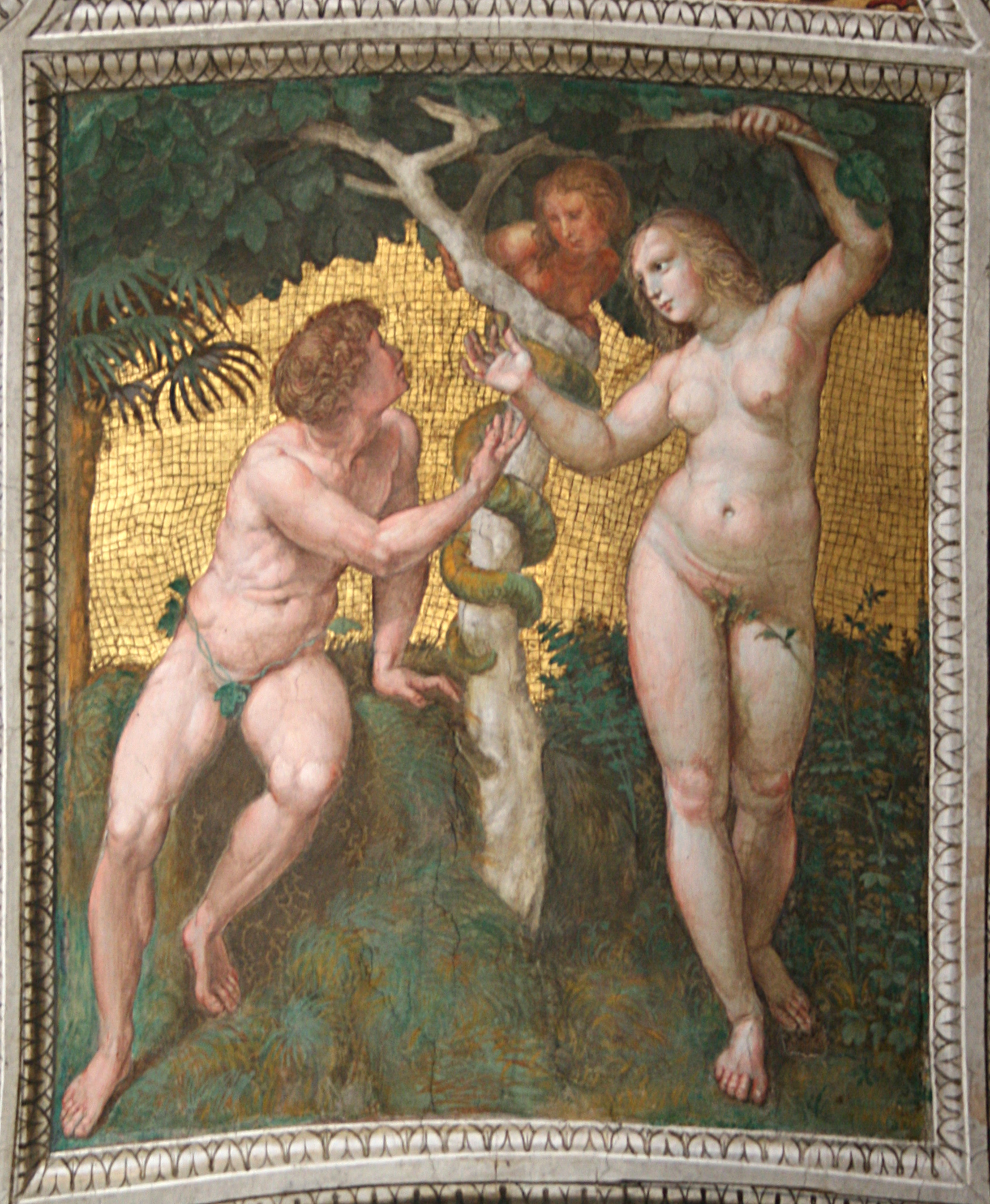
Adam i Eva, fresc del sostre de la Stanza della Segnatura.

L'Estança de la Signatura era l'estudi que allotjava la biblioteca de Juli II, on s'ubicà originàriament el tribunal de la Signatura de la Gràcia. Té forma quadrada, amb finestres a dues parets. La disputa del Santíssim Sagrament i L'escola d'Atenes ocupen les dues grans parets llises, l'una davant de l'altre. El Parnàs està a una de les parets amb finestra i les Virtuts cardinals i teologals i la Llei a l'altre. Són es frescs més harmoniosos de tota la sèrie.
El sentit del conjunt era l'ordre a la Humanitat per mitjà de la saviesa mundana i espirituals, així com l'harmonia que els humanistes del Renaixement percebien entre l'ensenyament cristià i la filosofia grega. Es visualitzaven els concepte de la Veritat, el Bé i la Bellesa. Cadascun dels murs reflectia una activitat humana en l'àmbit del pensament: la Teologia, la Filosofia, la Justícia i les Arts. El concepte de l'artista harmonitza els esperits de l'Antiguitat i del cristianisme i mostra el contingut de la biblioteca del papa amb temes de teologia, jurisprudència i arts poètiques, representades en tondi per damunt de les llunetes dels murs. El tema de la saviesa és apropiada car aquesta cambra era la seu del consell per a la Signatura Apostòlica, on se signaven i segellaven els documents papals més importants. Es creu que fou el mateix Juli II qui proporcionà l'esquema a seguir.

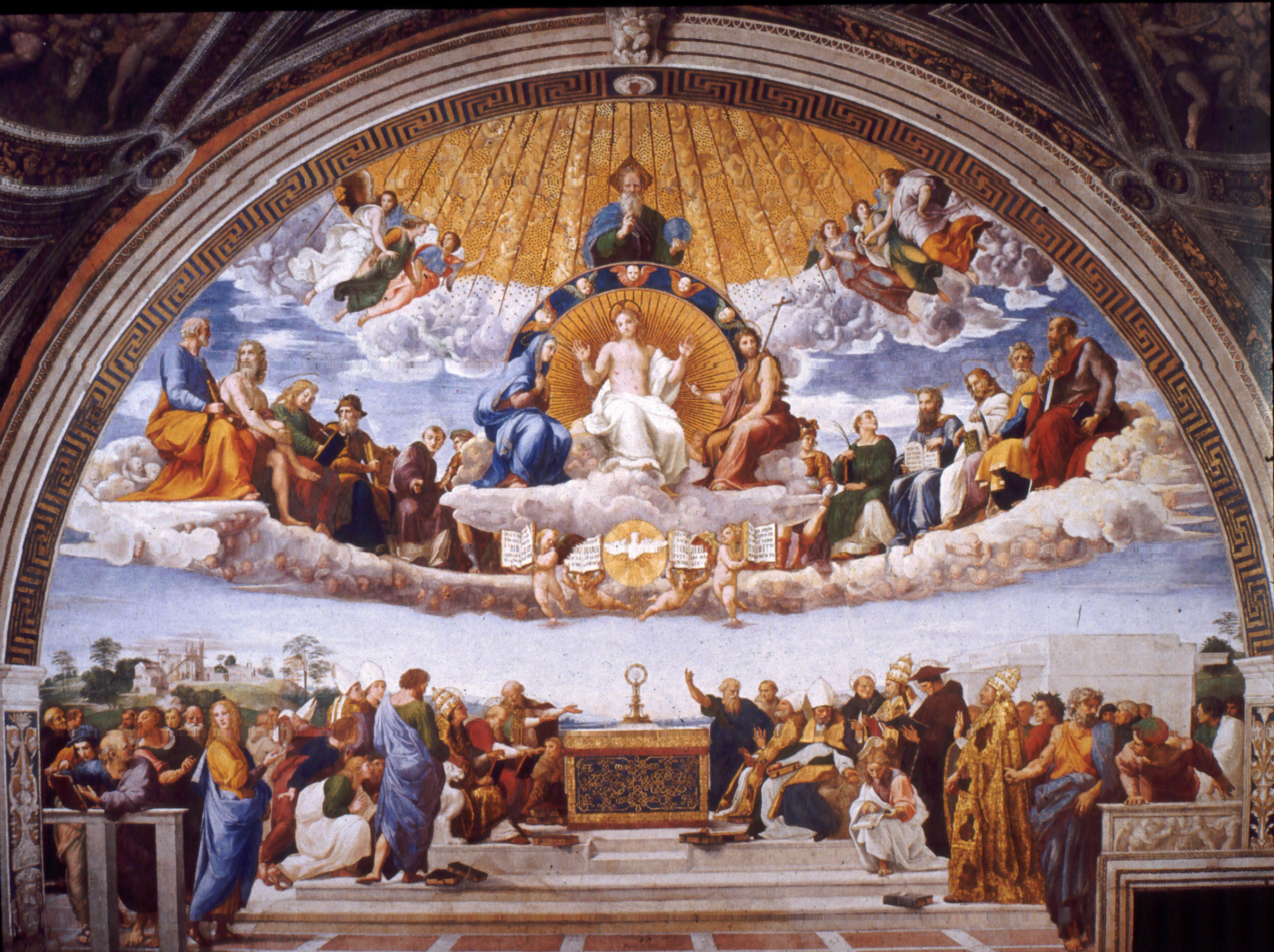
La disputa del Santíssim Sagrament
És el primer treball executat per Rafael, que el realitzà entre 1509 i 1510. L'amplada a la base del fresc és de 770cm. Representa la Teologia, a través d'una escena sobre la Glòria de l'Eucaristia.
En aquest fresc destaca, sobretot, la seva hàbil composició, indicant la doble presència de l'Eucaristia tant al Cel com a la terra. A la part superior es veu la Trinitat, amb el Pare, Jesús i l'Esperit Sant. A la part inferior, l'Església com a institució que custodia l'Eucaristia i milita en defensa de la fe.

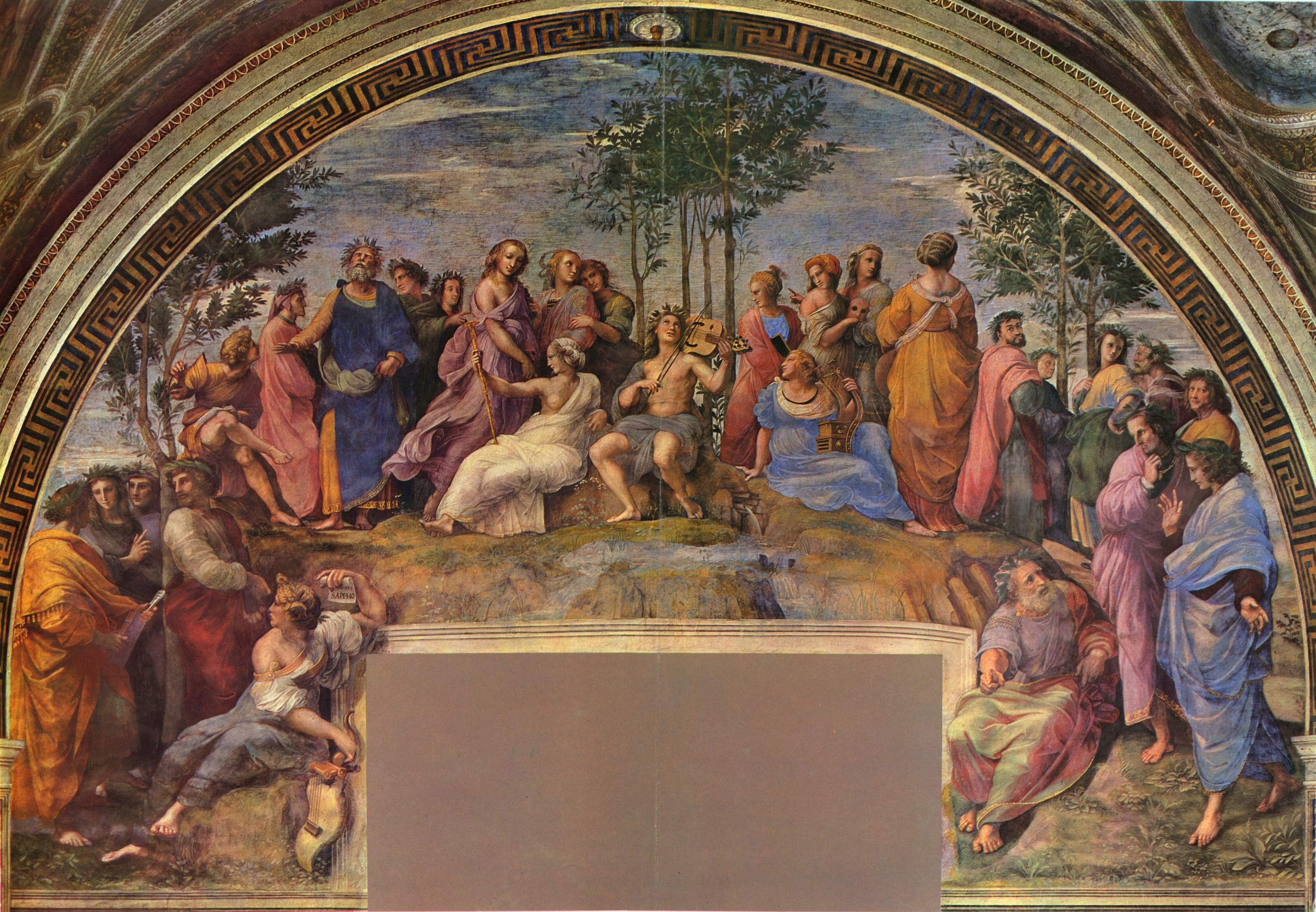
El Parnàs
Rafael completà la segona composició entre el 1509 i el 1511. Representa el Parnàs. Es troba al damunt d'una de les finestres, i té una amplada de 670cm. Representa la font Hipocrene, el déu Apol·lo tocant el violí i, al seu voltant, les nou muses, llar de la poesia, d'acord al mite clàssic. Al seu voltant, Rafael representà nombrosos literats conversant entre sí sense assistir al concert, apareixent no només poetes de l'antiguitat clàssica, sinó que també d'altres posteriors i fins i tot contemporanis, com Dante, Petrarca, Ariosto o Sannazaro.
L'execució de les muses s'atribueix al deixeble Giovanni da Udine.
L'Escola d'Atenes

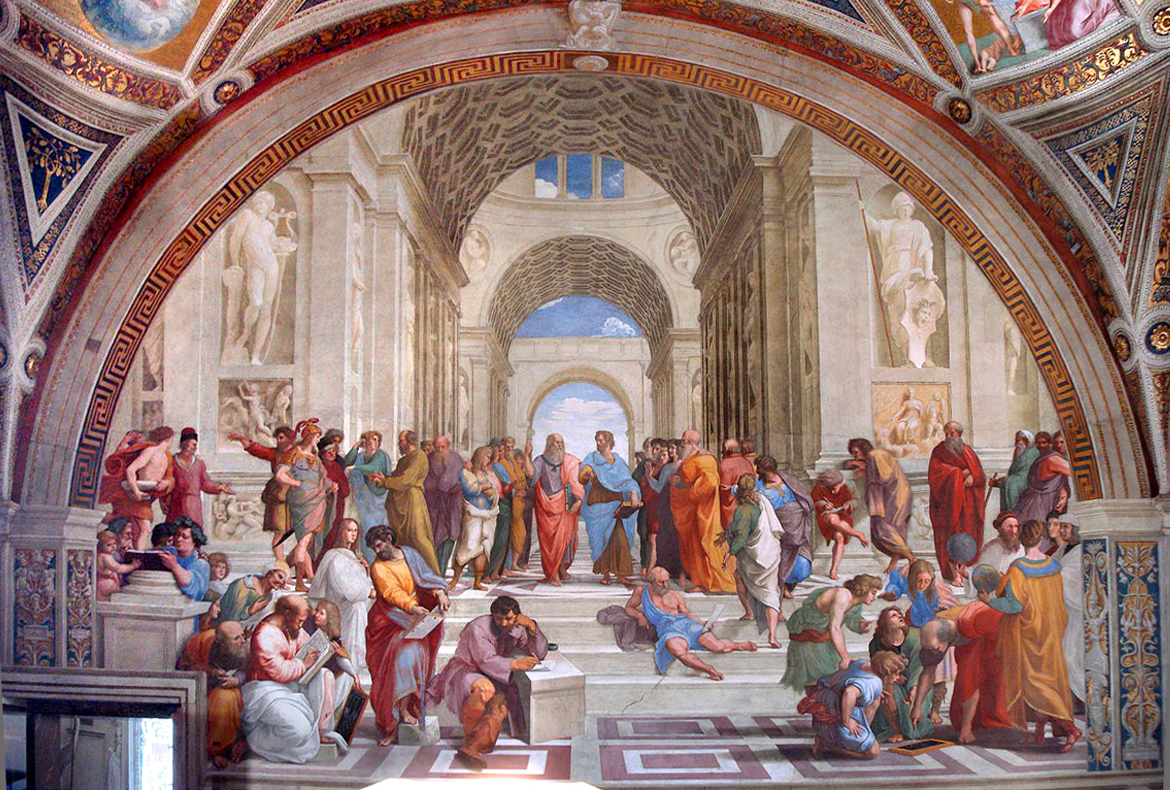
L'escola d'Atenes

Entre 1509 i 1511, Rafael també completà una altra pintura al mur oposat al de la Disputa. La seva base també té un ample de 770cm. Representa la Filosofia, a través d'una escena on es narra una sessió entre els filòsofs clàssics. La posició del fresc i els filòsofs caminant en direcció al Sant Sagrament al mur oposat suggereix la interpretació de tota l'estança com el moviment de la filosofia clàssica cap a l'autèntica religió i del món pre-cristià al cristianisme.
Els filòsofs es troben en una arquitectura clàssica, amb volta com unes termes. Als nínxols es veuen figures gegantines dels deus Apol·lo i Minerva. Al centre de la composició, al voltant del punt de fuga, el dominen les figures de Plató i Aristòtil, que debaten sobre la recerca de la Veritat; el primer apunta al cel i el segon a la terra. Altres personatges han estat identificats amb d'altres filòsofs de l'antiguitat, posats sobre dos nivells, separats per una escalinata. Destaca entre ells la figura del primer pla, una mica a l'esquerra, que se suposa que representa a Heràclit. No es trobava a l'esboç o cartó d'aquest fresc, que es conserva a la Biblioteca Ambrosiana de Milà. Aquesta figura és un retrat de Miquel Àngel, com se'l veu al rostre, que és el del pintor florentí lleugerament millorat, a més de les característiques stivali que calça (unes botes de muntar que Miquel Àngel acostumava a portar), escrivint un dels seus sonets. Aquest afegit obeeix a la inspiració que suscità en Rafael les primeres parts visibles de la volta de la Capella Sixtina. Aquesta figura evita un gran buit en aquesta part del fresc. Entre els filòsofs també apareixen els seus contemporanis Leonardo da Vinci i Bramante. La figura de Diogenes es troba estirada a terra com un gos prenent el sol.
La Jurisprudència (Les virtuts cardinals)

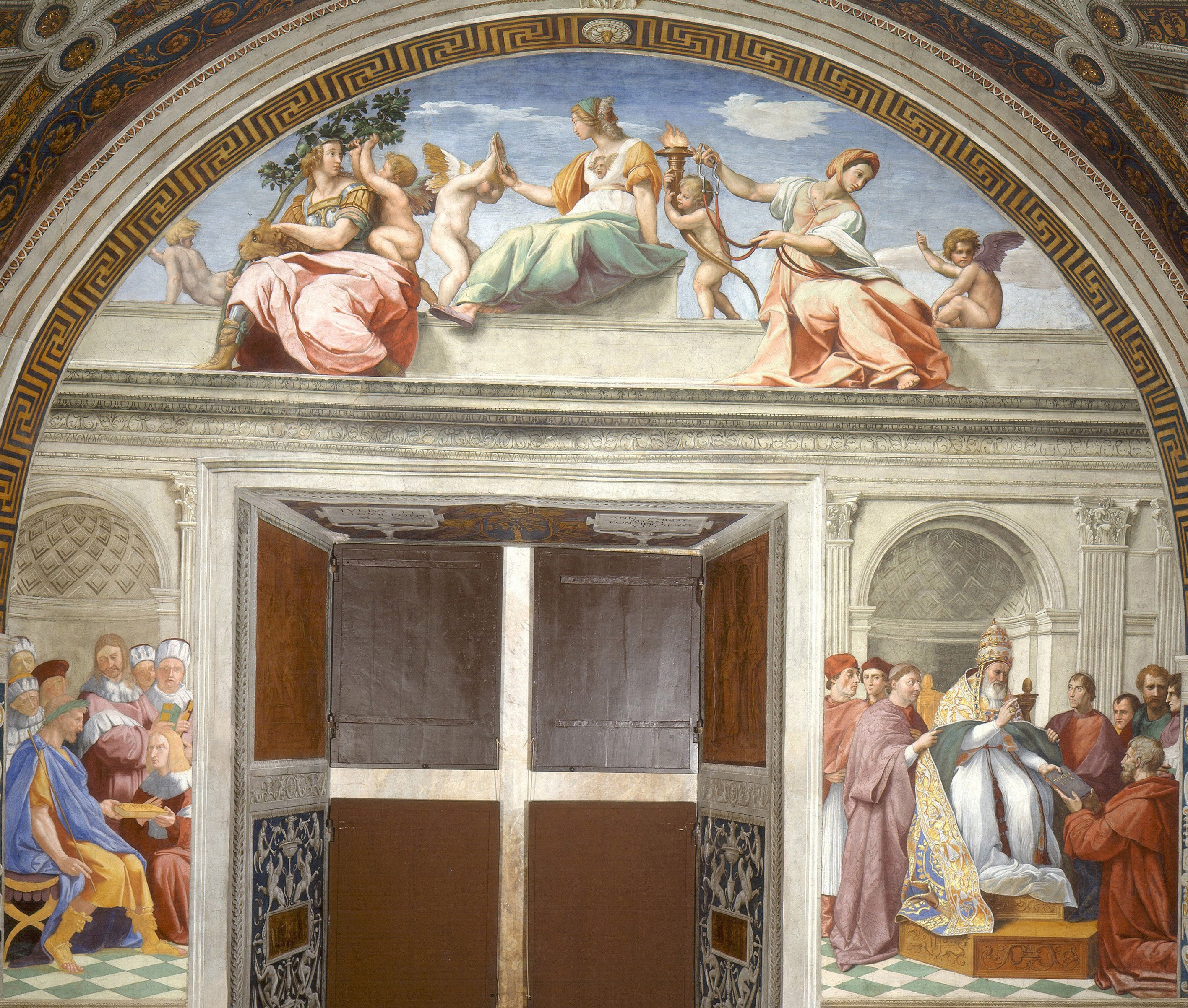
Les virtuts cardinals

Aquesta al·legoria de la jurisprudència és sobre una altra finestra. Apareixen representades les virtuts cardinals, les teologals i la Llei. Data del 1511 i té una amplada a la base de 660cm. Va ser executada pel taller de Rafael.
Les virtuts són a la lluneta: fortitud, prudència i temprança; al costat de la caritat, la fe i l'esperança.
A ambdós costats de la finestra hi ha dues escenes relacionades amb la jurisprudència: a l'esquerra apareix el «Lliurament de les Pandectas per l'emperador Justinià I» i, a la dreta, el «Lliurament dels Decretals pel papa Gregori IX».
La Volta

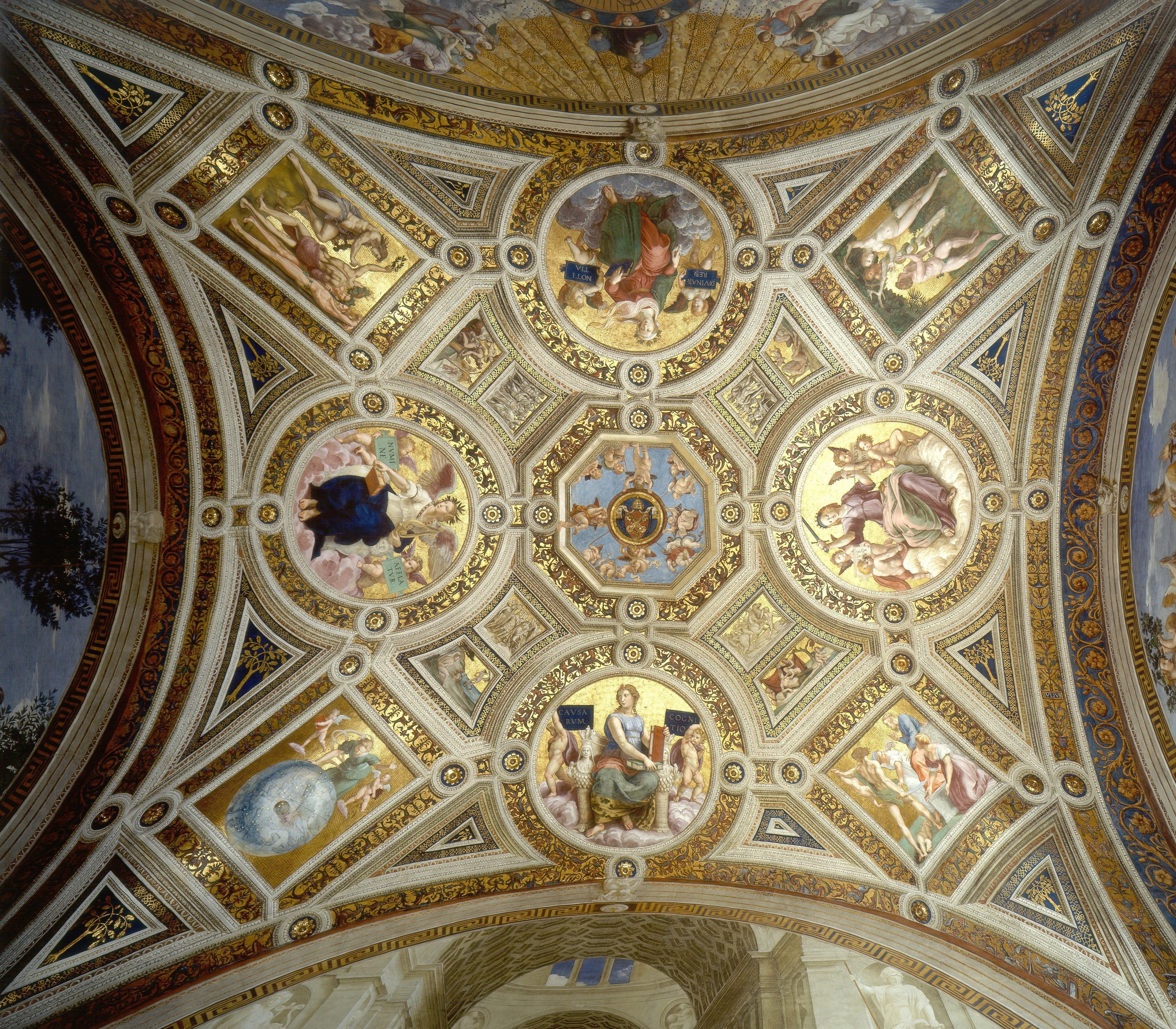

La volta d'aquesta cambra conserva una magnífica decoració executada per Sodoma i els seus ajudants, però Rafael substituí els temes pagans dels medallons per al·legories de les facultats de l'esperit: la Filosofia, la Teologia, la Poesia i la Justícia.
Existeix un clar paral·lelisme entre aquestes figures femenines i el contingut dels frescs de les parets. Cada una, a més, és acompanyada per un quadre amb el mateix tema. Així, el medalló de la Teologia té el quadre corresponent amb el Pecat original; la Filosofia és acompanyada per una persona que mira l'esfera del món; a la Jurisprudència li correspon el Judici de Salomó i, finalment, la Poesia és il·lustrada amb el concurs musical entre Apol·lo i Màrsies.

## Estança d'Heliodor (1512-1514)
Aquesta segona estança estava destinada antigament a les audiències privades del pontífex. Com l'anterior, també té forma quadrada, i dues de les parets tenen finestres. És la següent habitació, anant des de l'est cap a l'oest des de la Sala de Constantí. Va ser decorada per Rafael, amb la intervenció dels seus deixebles Penni i Giulio Romano durant els anys 1512-1514.
El tema escollit per a aquest cicle de frescs és el poder protector del papat, l'Església com a institució que imposa la pau, per això s'escolliren episodis que mostraven la protecció de Déu vers l'Església. L'elecció d'aquesta temàtica no és gratuïta: el 1508 s'havia format la Lliga de Cambrai contra la República de Venècia, els territoris de la qual ambicionaven França, Castella, Àustria i el mateix Papa. Els anys 1510-11, el Papat s'alià amb Venècia. El mateix Juli II es posà al capdavant de les tropes pontifícies, lluitant durant aquests anys com un soldat més (vet aquí la imatge envellida i amb barba que es presenta en aquests anys). La victòria de la Lliga Santa afirmà la imatge del «papa guerrer» com a Summe Sacerdot triomfador a la lluita entre el poder eclesiàstic i el civil. Aquest triomf de l'Església és el que glorifica Rafael als frescs d'aquesta segona sala.
A dos dels frescs («L'expulsió d'Heliodor del Temple» i a «La missa de Bolsena»), Rafael, de manera aduladora, inclou el seu patró, el papa Juli II, ja sigui com a participant o simple observador. A «La trobada entre el Papa Lleó I i Àtila», realitzada després de la mort de Juli, inclou un retrat del seu successor, Lleó X.
L'estil de Rafael canvia de l'Estança de la Signatura. En comptes de les imatges estàtiques de la biblioteca papal, té narracions dramàtiques per mostrar, i la seva manera de fer-ho va ser maximitzar els efectes expressius dels frescs. Representà grans figures de manera que les seves accions i emocions tinguessin un impacte més directe sobre l'espectador, i usà efectes teatrals d'il·luminació per remarcar certes figures i augmentar la tensió.

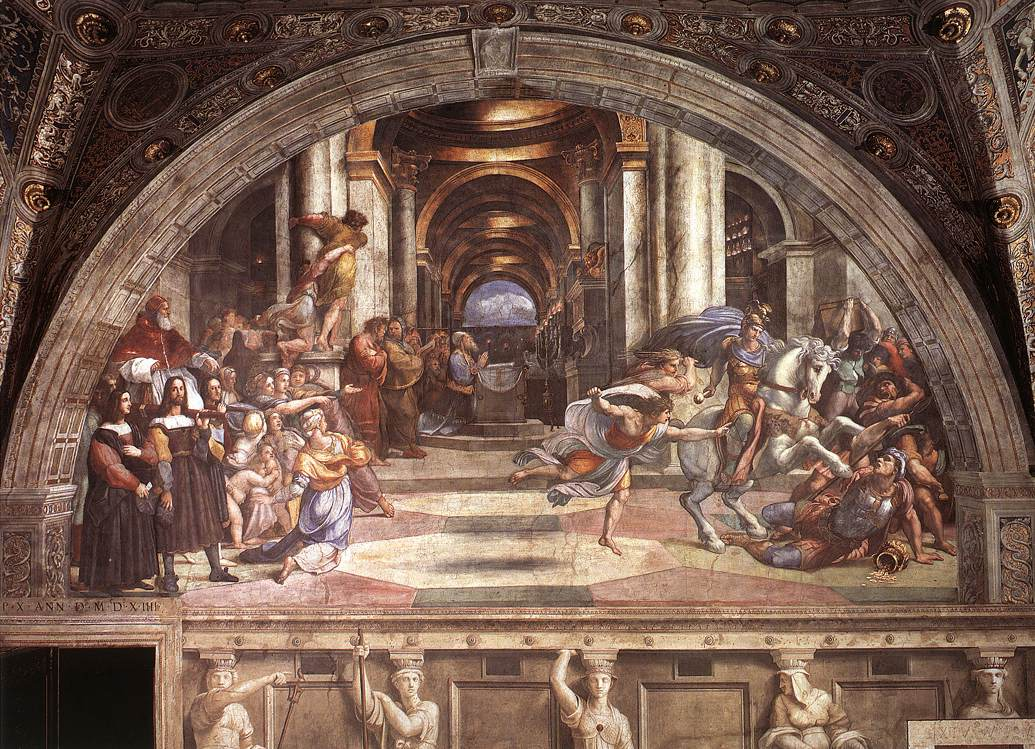
L'expulsió d'Heliodor del Temple
També coengut com «La repulsa d'Heliodor». S'observa aquí la intervenció de Penni i de Giulio Romano. Va ser executada entre 1511 i 1512. Té una amplada a la base de 750cm. Se situa a la part dreta de la cambra i és el fresc que li dona nom.
Representa un miracle narrat al Segon llibre dels Macabeus. Heliodor, general del rei de Síria, decidí confiscar el tresor del Temple de Jerusalem per a les arques reials. Aparegué, després de la pregària del sacerdot del Temple, un genet a cavall, cobert per una armadura d'or, que aixecà conta ell els cascs del cavall, a l'hora que aparegueren també dos joves relluents més, que el colpejaren i assotaren. Així, Heliodor caigué a terra, havent de retirar-se; després es narra la seva conversió. La composició és notablement més dramàtica que la realitzada a l'Estança de la Signatura. Tot i que el punt focal és la figura fixa del sacerdot resant, Heliodor i els àngels es precipiten cap a l'espai, amenaçant de derramar-se de la pintura. A l'esquerra, Juli II, portat en una cadira per la Guàrdia Suïssa, observa els fets.
Se simbolitza així la protecció de Déu sobre l'Església amenaçada en el seu Patrimoni, en una clara al·lusió a la victòria de Juli II sobre les tropes estrangeres a Itàlia i a la protecció sobrenatural que el Papa cregué haver rebut a la campanya de l'Adriàtic.

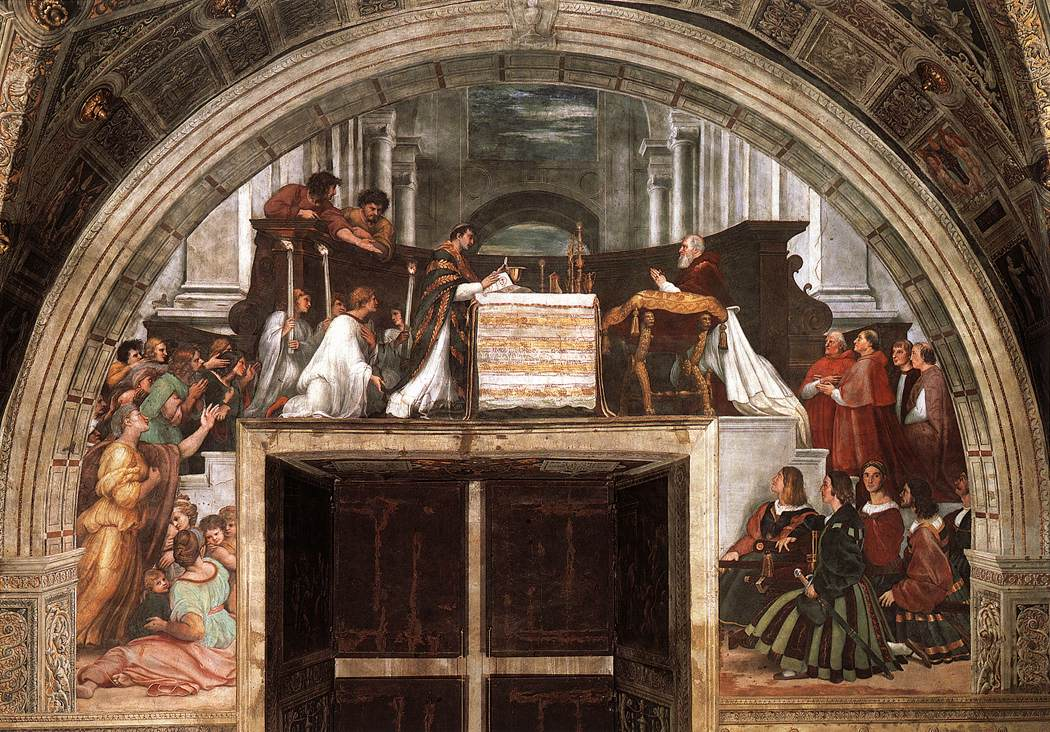
La missa de Bolsena
Va ser fet l'any 1512, precisament quan Martí Luter va estar a Roma. Aquest fresc queda a la part esquerra, al damunt d'una finestra. Es considera que aquesta Missa de Bolsena és l'obra mestra de Rafael com a pintor de frescs.
Descriu un miracle que va tenir lloc el 1263. Un sacerdot bohemi dubta de la realitat de la Transsubstanciació a l'Eucaristia. De viatge per Itàlia, s'atura a Bolsena per celebrar la missa, durant la que es produeix el miracle: de l'hòstia brolla sang durant la consagració.
A l'esquerra està el sacerdot duent la missa amb l'hòstia elevada mentre que, al seu davant, esta representat el papa Juli II agenollat, vestit de guerrer, amb les tropes suïsses vistosament vestides, així com membres de la Cúria. Així es representa la protecció de Déu vers la seva Església amenaçada a la seva fe. Rafael distingeix els testimonis reals del segle xiii amb aquells que són contemporanis del papa pel seu grau de participació en el fet; aquests es concentren calmadament en Juli agenollant-se per les seves devocions més que no pas responent al miracle.
Quan Juli II marxà el 1506 a Bolonya per començar la seva campanya a l'Adriàtic, passà per Orvieto, on va poder veure la relíquia que es guarda a la catedral: els corporals de Bolsena tacats amb la sang miraculosa.

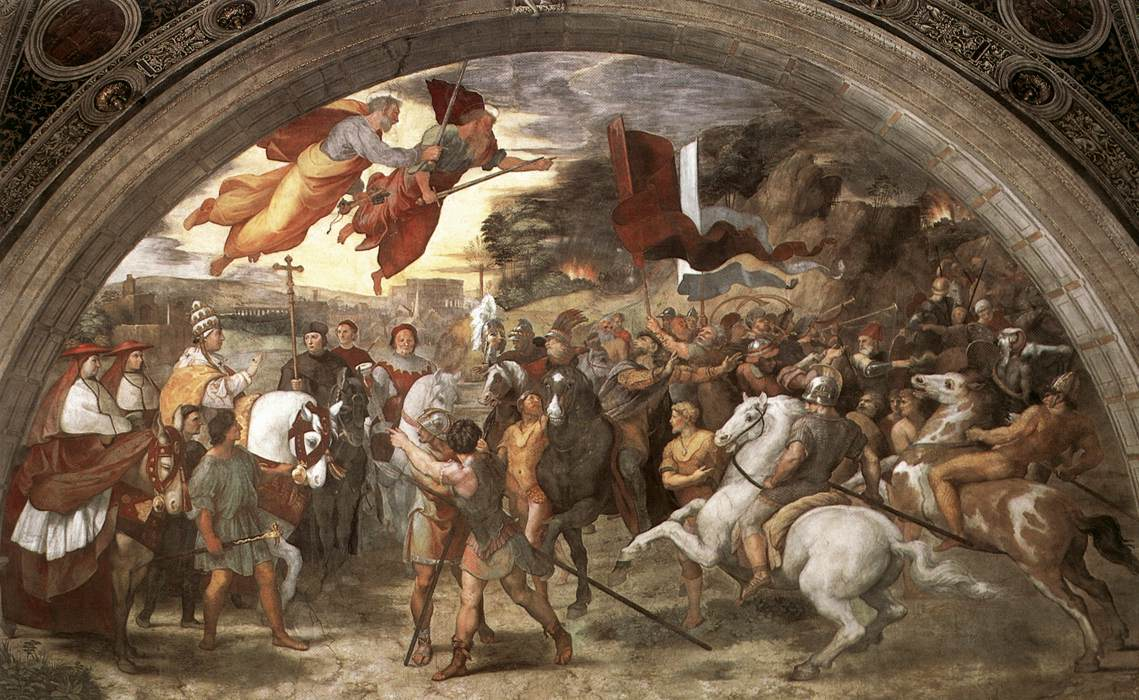
La trobada entre Lleó Magne i Àtila
Fresc executat el 1513-1514. Té una amplada a la seva base de 750cm. En aquesta obra es percep la participació de Panni i de Romano.
Representa el triomf de l'Església, representada pel papa Lleó Magne, davant d'Àtila i els seus bàrbars, que amenaçaven la seva pròpia seu. El papa porta tota una escorta de cardenals a cavall i aconsegueix la retirada dels huns. Inclou les figures llegendàries de sant Pere i sant Pau al cel portant espases. Es tracta d'una clara al·lusió a les lluites del papat contra França.
Un esbós molt desenvolupat de Rafael indica que planejava situar el papa (retratat amb les faccions de Juli II) al fons; però quan Lleó X esdevingué papa, i precisament escollí el nom de Lleó, va animar l'artista a portar al capdavant el papa i situar-lo ben centrat, així com que fos el seu retrat.

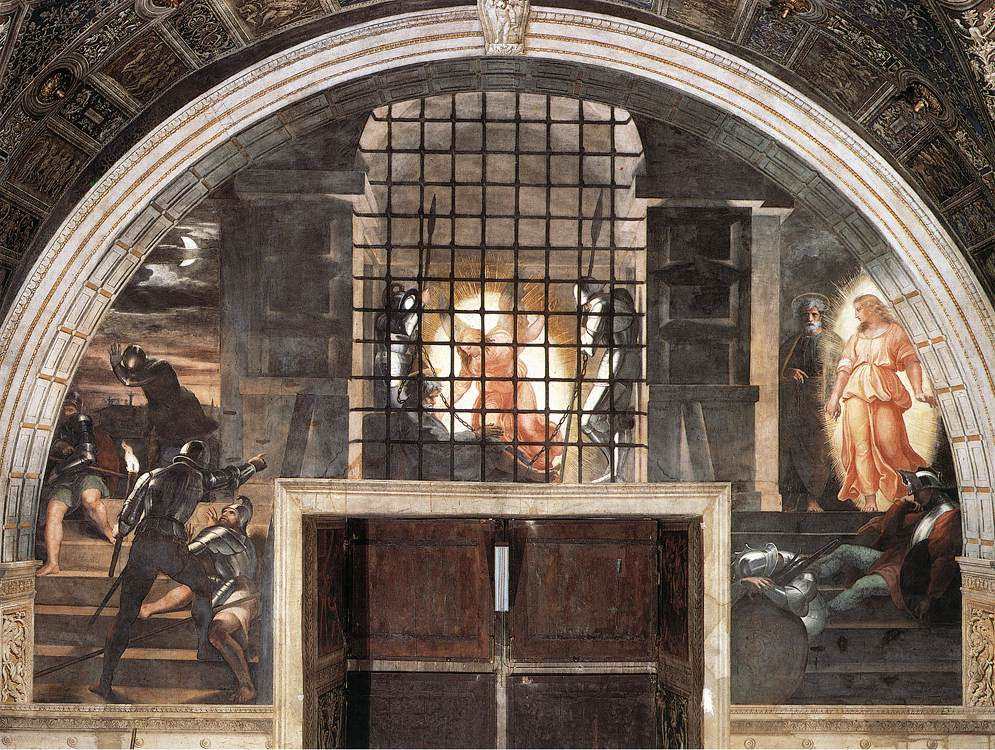
L'alliberament de Sant Pere
És un fresc de l'any 1514. Té una amplada a la base de 660cm. Està situat a l'altre paret amb finestra.
Representa l'alliberament de sant Pere de la presó per un àngel, tal com es descriu al llibre dels Fets dels Apòstols Es relata en tres escenes diferents: al centre es veu l'àngel com desperta a Pere, a la dreta com surten tots dos i a l'esquerra els soldats que es desperten per a perseguir-los.
Simbolitza el poder del Vicari de Crist per escapar de les lligadures humanes. L'església titular de Juli II com a cardenal, abans de ser elevat al papat, era San Pietro in Vincoli, de manera que la pintura és a l'hora una referència general al papat i una referència específica a Juli.
El fresc és un estudi sobre la llum: llum natural de la Lluna, torxes humanes i la llum proveïda per Déu mitjançant l'àngel.
La volta

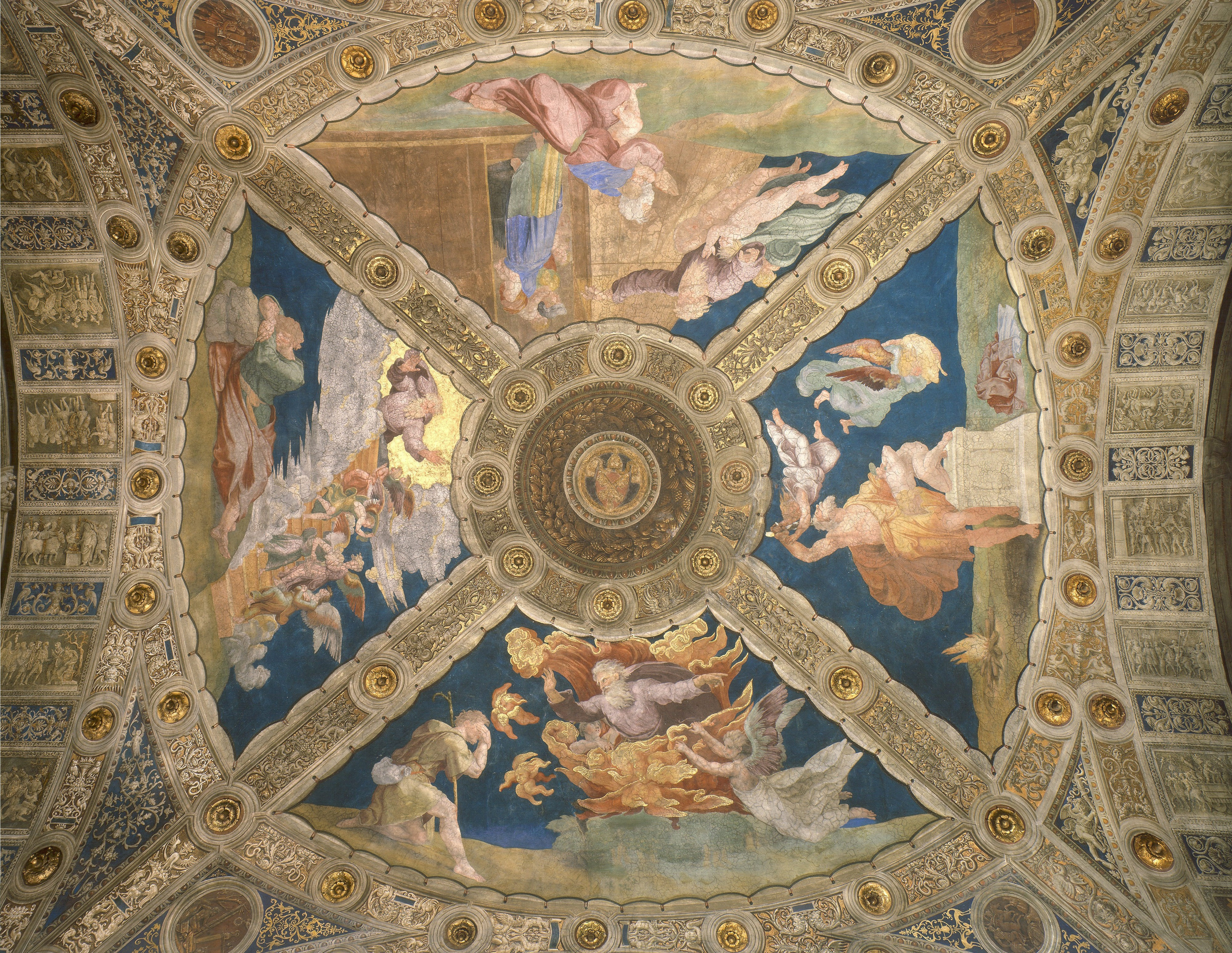

Es conserven algunes parts dels grotecs i arcs de la volta atribuïts a Luca Signorelli, Bramantino, Lorenzo Lotto i Cesare da Sesto. A Rafael li corresponen les quatre escenes de l'Antic Testament del centre de la volta: «Noé surt de l'arca», «El sacrifici d'Isaac», «Moisès davant la bardissa ardent» i «L'escala de Jacob»

## Estança de l'incendi del Borgo (1514-1517)
Aquesta tercera cambra és la darrera que Rafael va veure finalitzada. Tot i que «L'incendi del Borgo» es basà en un disseny acabat de Rafael, va ser executat pels seus ajudants, especialment per Penni, que executaren els altres tres frescs sense la seva guia. Els frescs de la cambra il·lustren les aspiracions polítiques de Lleó X mitjançant fets de les vides dels papes homònims Lleó III i Lleó IV, tal com apareixen al Liber Pontificalis. Les figures dels papes del passat estan representades amb les faccions de Lleó X.
Juli II emprava aquesta sala per a les reunions del màxim tribunal de la Santa Seu: la Segnatura Gratiae et Iustitiae. Juli va morir el 21 de febrer de 1513; i sota els auspicis del nou papa, Lleó X s'executà la decoració de la cambra. Aquest la destinà a sala de música.

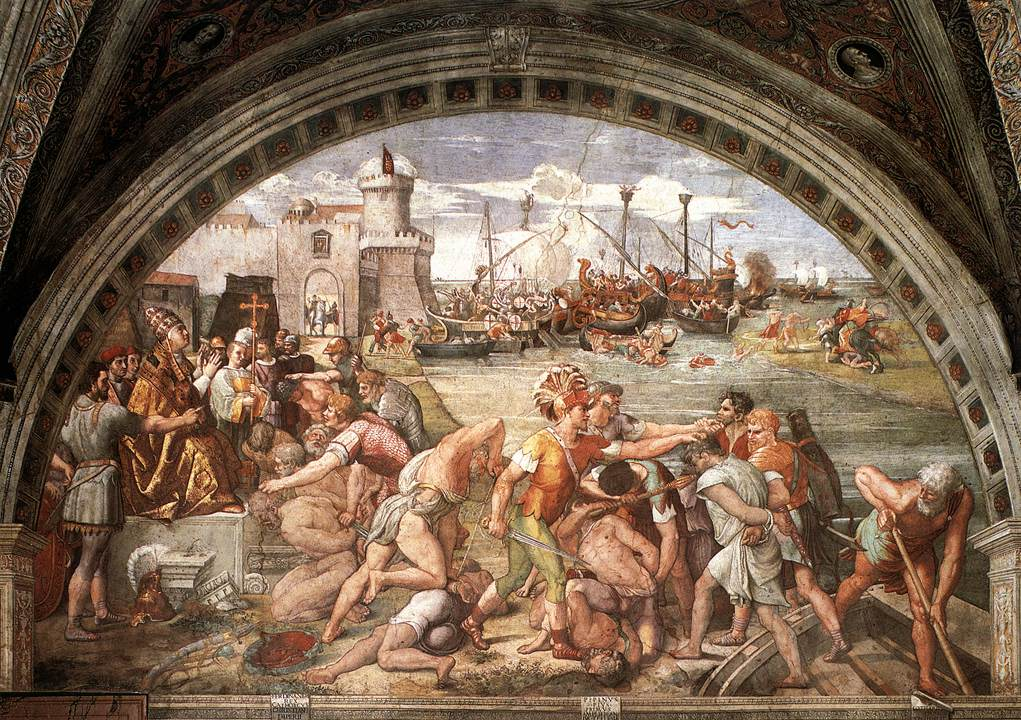
La batalla d'Òstia
Escena de la vida de Lleó IV. S'inspirà en la victòria naval de Lleó IV sobre els sarraïns a Òstia el 849.

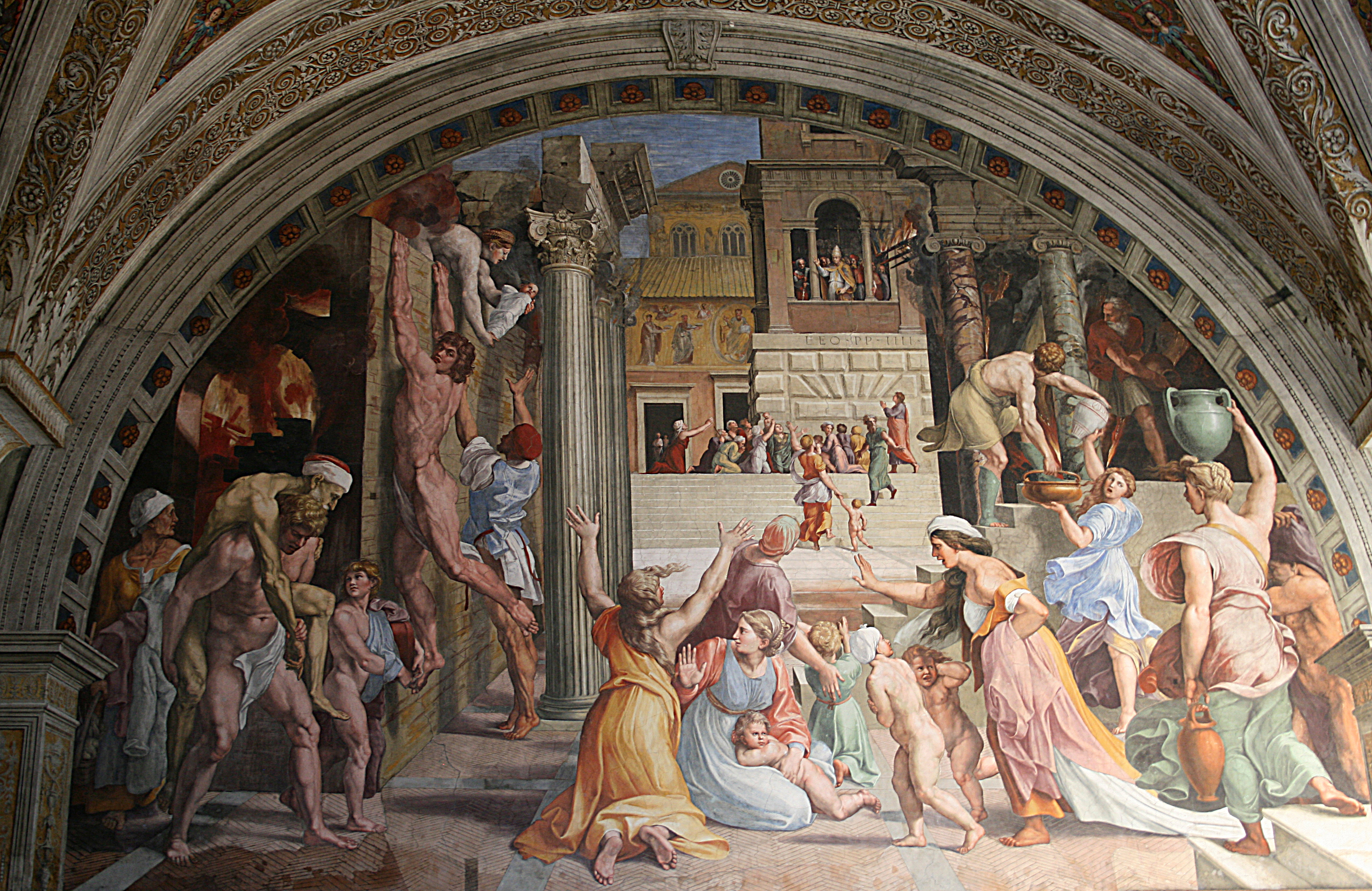
L'incendi del Borgo
Aquest frec és el més conegut d'aquesta sala i és el que li dona el nom. Data de l'any 1514. Té una amplada a la base de 670cm.
Representa un miracle succeït l'any 847, atribuït al papa Lleó IV al Liber Pontificalis. S'havia declarat un incendi a la ciutat i el papa l'extingí fent el senyal de la creu des d'una finestra del Vaticà. Exemplificaria així el favor diví obtingut mitjançant el pontífex.
Al fons es veu la façana de l'antiga basílica de Sant Pere, encara no enderrocada. Aquesta antiga basílica paleocristiana, un edifici de característiques clàssiques, es posa en confrontació amb l'arquitectura del segle xvi i el tres ordes clàssics: l'ordre dòric, el jònic i el corinti; senyalant l'evident interès de l'artista per l'arquitectura. En primer pla es veu un home que en carrega un altre, es tractarien d'Eneas amb el seu pare Aquises. Així, Rafael compara el fet amb la fugida d'Eneas de Troia, segons narra Virgili.
El Jurament de Lleó III

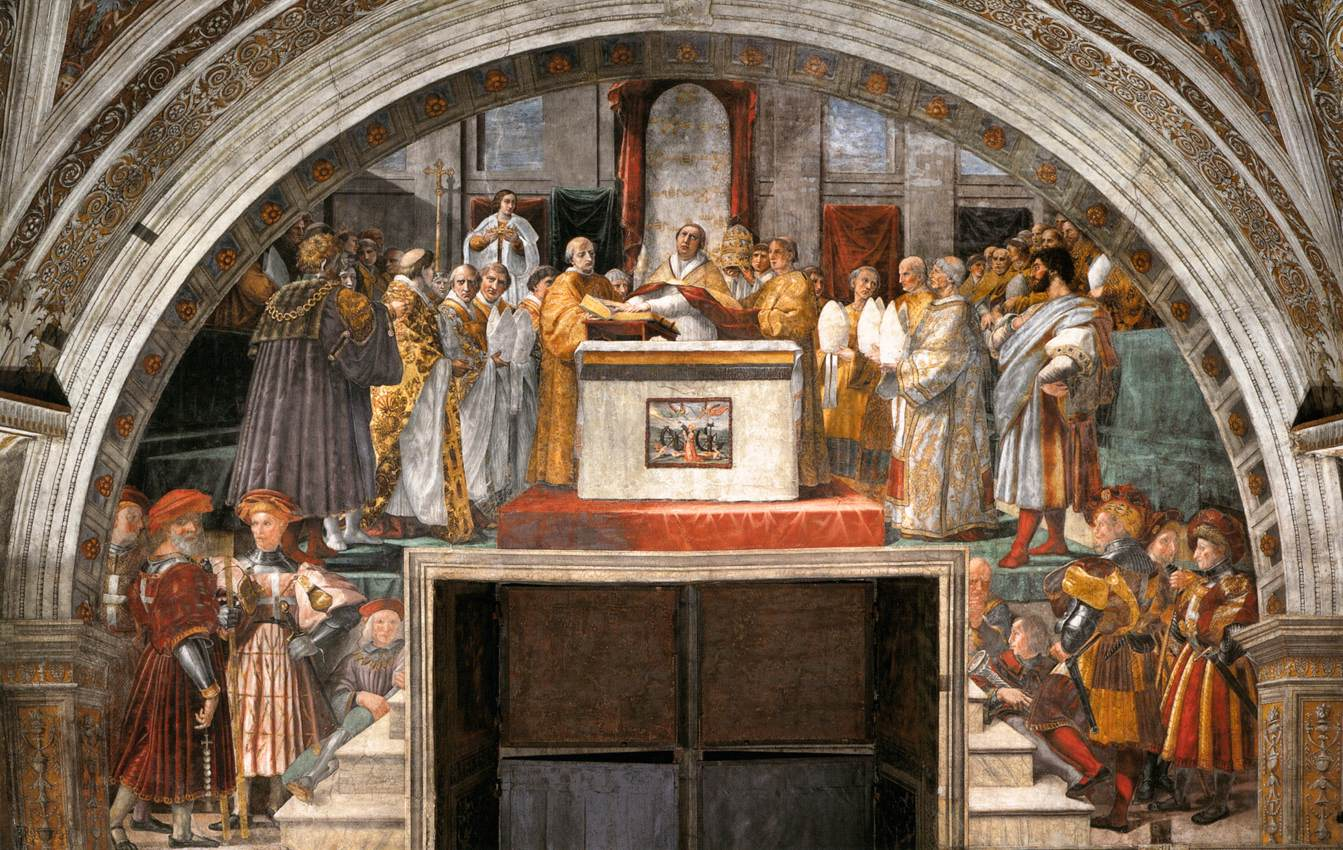
El jurament de Lleó III

El 23 de desembre, 800 EC, el Papa Lleó III va fer un jurament de purgació sobre els càrrecs presentats contra ell pels nebots del seu predecessor el papa Adrià I. Aquest esdeveniment es mostra a El Jurament de Senyor Leo III.

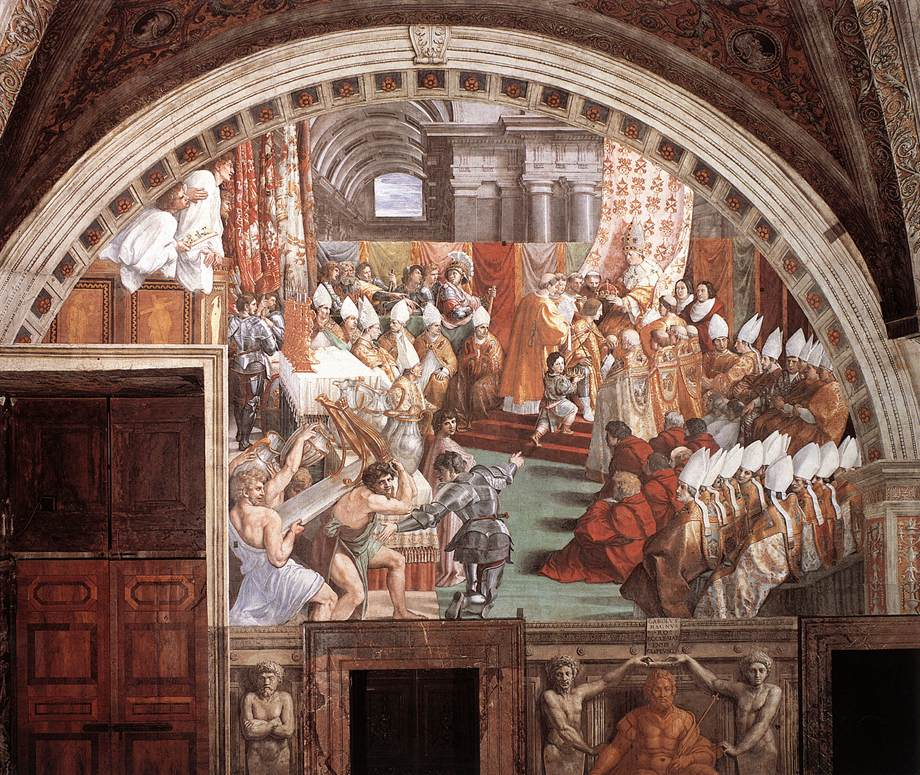
La coronació de Carlemany
La Coronació de Carlemany mostra com Carlemany va ser coronat Imperator Romanorum el dia de Nadal, del 800.

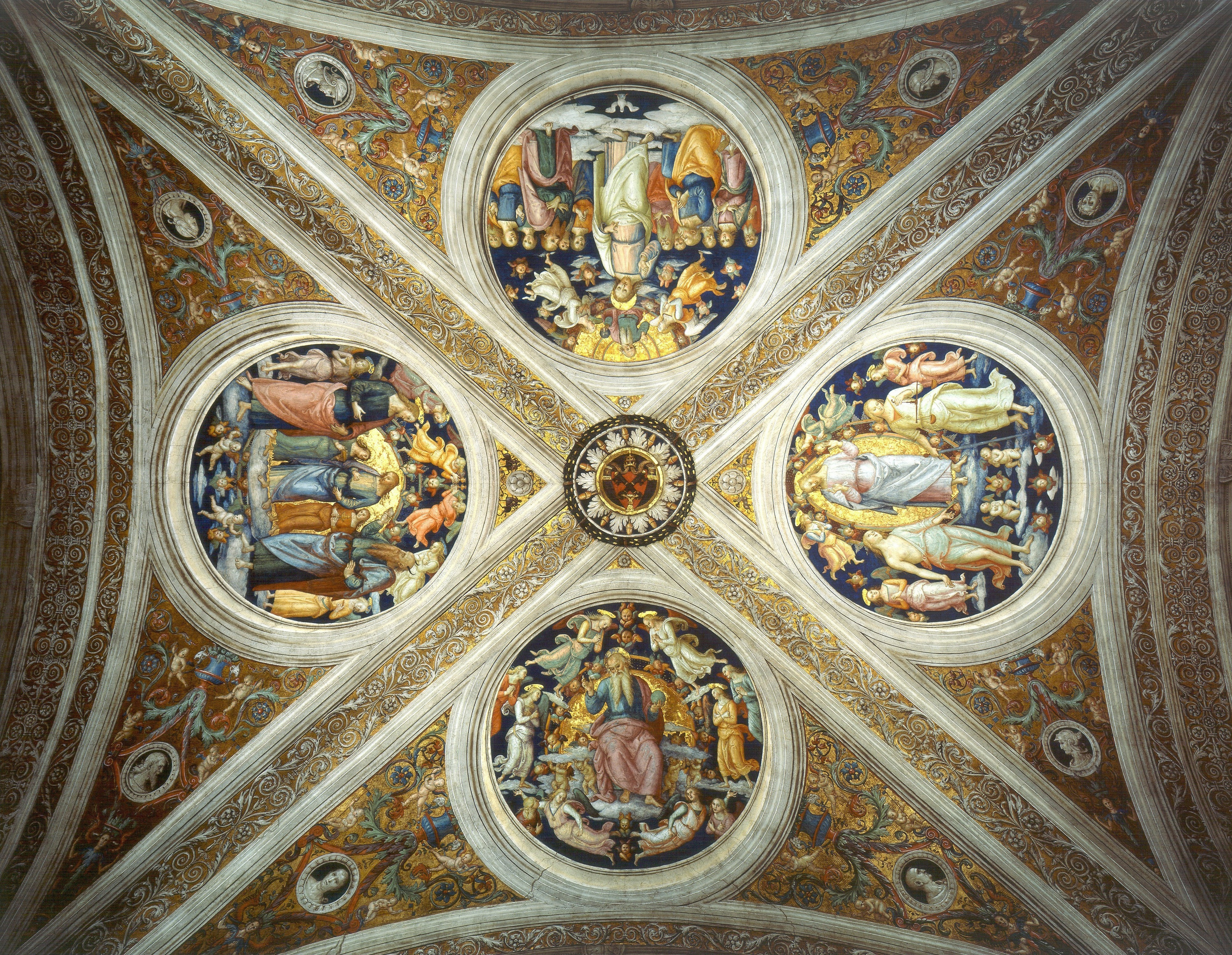
La volta
Es conserven les pintures executades en temps de Juli II per Pietro Vannucci, el Perugino (1508), al·lusives a la funció d'aquesta cambra com a tribunal. Es tracta de quatre tondos: la Santíssima Trinitat, el Creador al tron enmig d'àngels i querubins, Crist com el Sol Iustitiae i Crist entre la Misericòrdia i la Justícia.
Al sòcol estan representats sis emperadors i sobirans protectors de l'Església.

## Estança de Constantí (1514-1525)
Aquesta va ser la darrera sala en ser pintada. És la cambra de mida major, i es dedicava a recepcions i cerimònies oficials. Els seus frescs van ser realitzats pels alumnes de Rafael Giulio Romano, Gianfrancesco Penni i Raffaellino del Colle, segons el disseny previ del mestre ja mort, així com el papa Juli II. A causa que no són una obra autògrafa del mestre, els frescs són menys famosos que les obres de les cambres veïnes.
El tema dels quatre frescs principals és el triomf del cristianisme sobre el paganisme. Per a això s'usen escenes de la vida de Constantí I, el primer emperador romà convertit al Cristianisme, d'on prové el nom de la sala.
Seguint una llarga tradició d'adulació, els ajudants de Rafael donaren les faccions del pontífex regnant, Climent VII al papa Silvestre I a les pintures.
La visió de la Creu

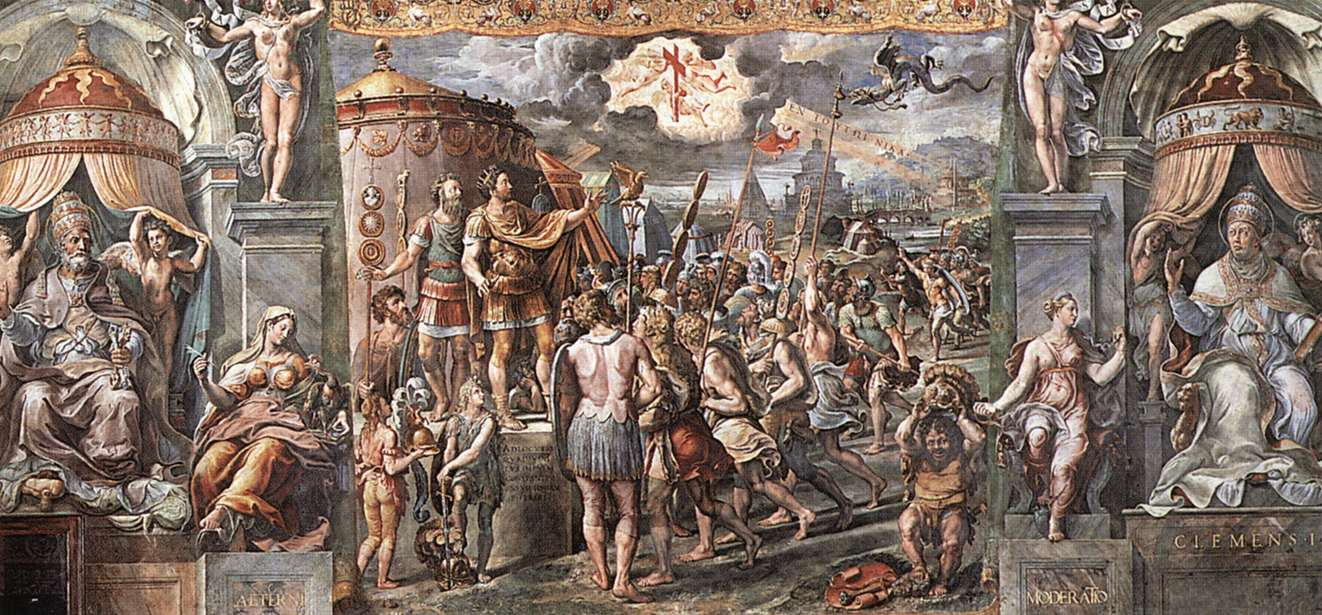
Visió de la Creu

El fresc Visió de la Creu descriu la història llegendària de l'aparició a Constantí d'una gran creu mentre marxava per enfrontar-se al seu rival, Maxenci. La visió al cel està pintada amb les paraules "Εν τούτω νίκα" («Amb aquest signe, venceràs») escrites al seu costat.

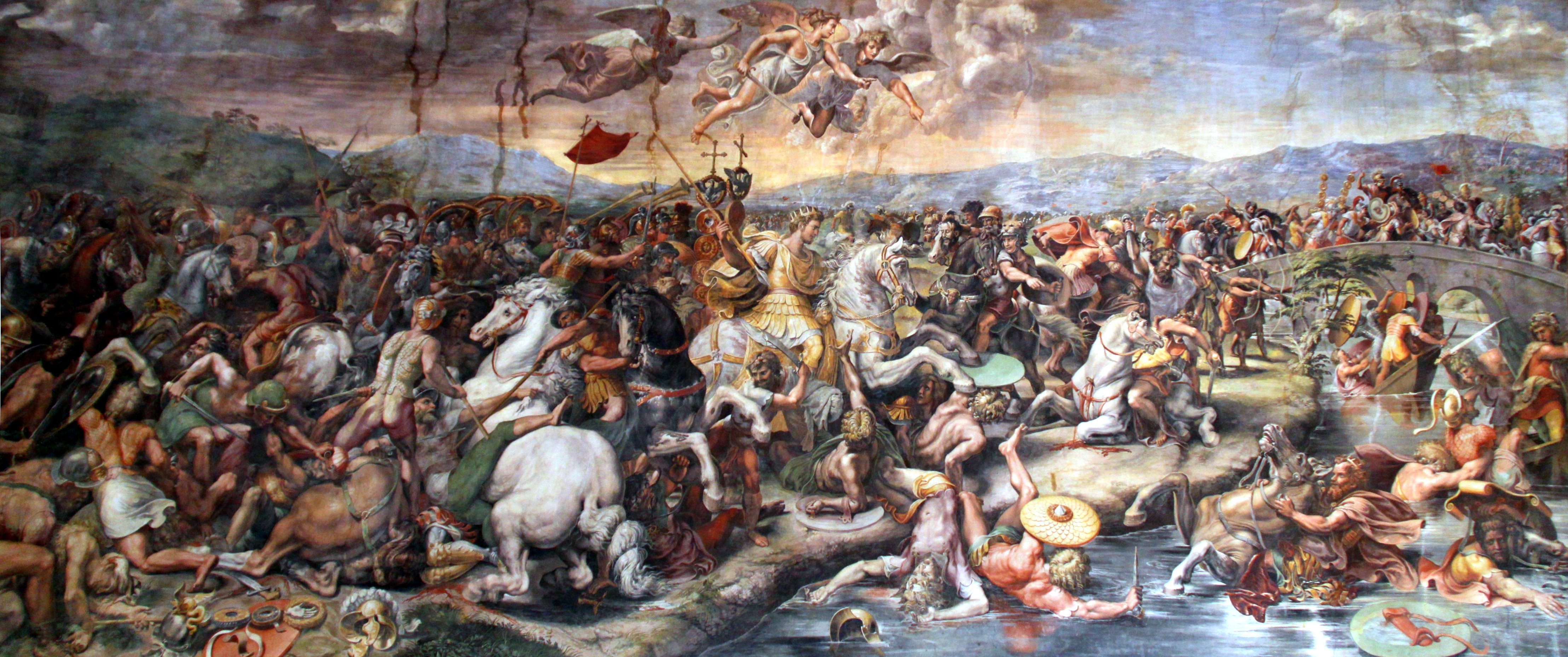
La batalla del pont Milvi
També coneguda com «La batalla de Constantí contra Maxenci» o «La derrota de Maxenci». L'esbos previ és de Rafael. Es tracta d'un gran fresc, atribuït a Giulio Romano, realitzat poc després de la mort del mestre.
Narra la victòria de Constantí sobre Maxenci en la batalla del pont Milvi, que va tenir lloc el 28 d'octubre del 312, posterior a la Visió de Constantí. Es tracta d'una de les composicions militars existents més grans.

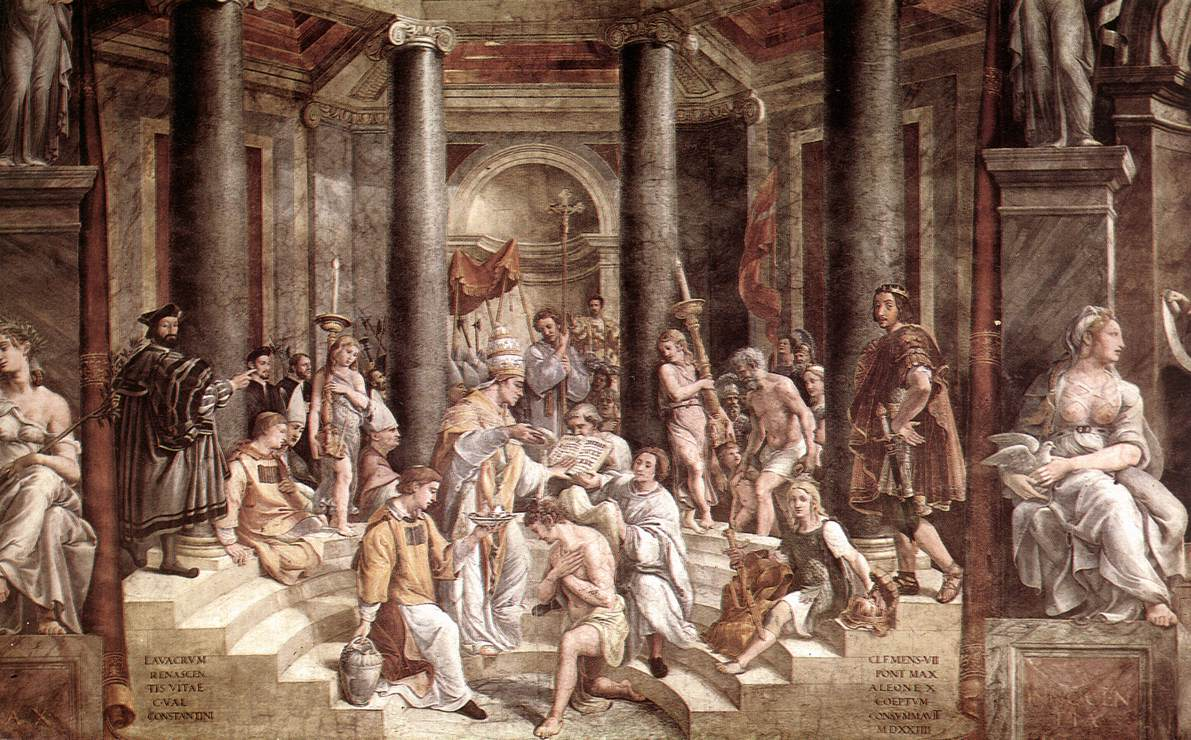
El baptisme de Constantí
La tercera pintura de la seqüència, « El baptisme de Constantí» va ser segurament pintada per Gianfrancesco Penni, i mostra l'emperador sent batejat pel papa Silvestre I al baptisteri Laterà de Roma, d'acord amb la narració que apareix als «Actes de Silvestre» al Liber Pontificalis.

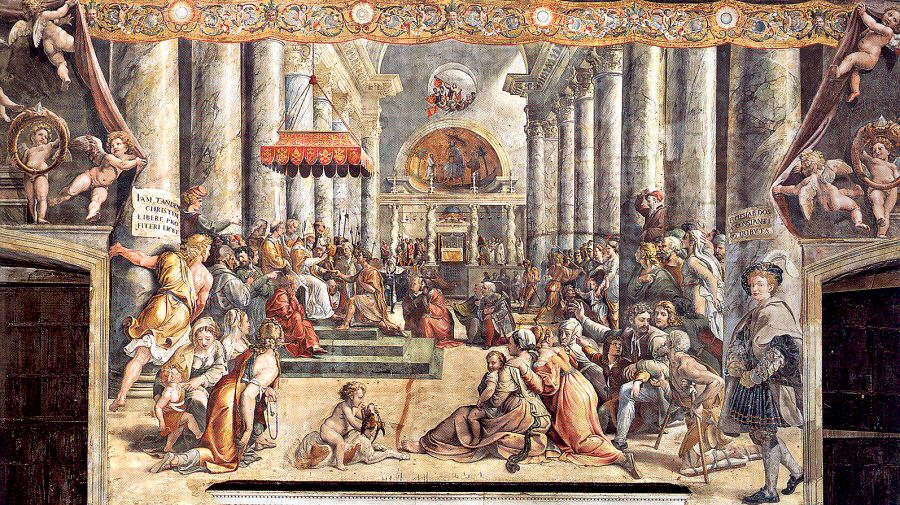
La donació de Constantí
És la pintura final de la seqüència. «La donació de Constantí», també anomenada «La donació de Roma» està inspirada en un fet que suposadament va tenir lloc poc després del baptisme de Constantí, els famosos documents falsificats, inclosos als Decretum de Gracià, que garantien als Papes la sobirania sobre els seus dominis temporals.

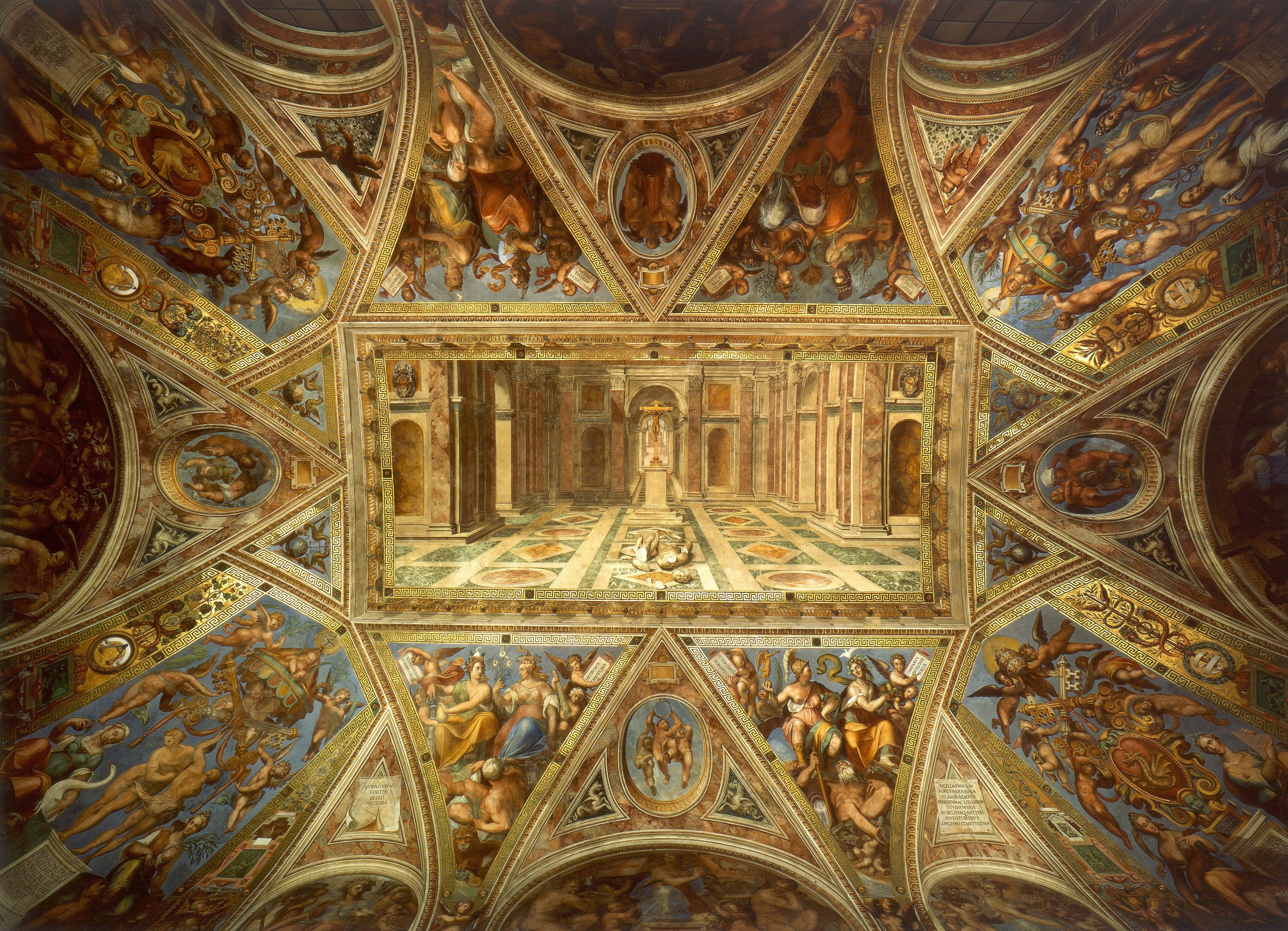
La volta
Originàriament, la volta era de fusta, però el papa Gregori XIII la substituí per una volta, decorada per Tommaso Laureti, finalitzant-se a finals de 1585. El centre de la volta està ocupat pe runa al·legoria del Triomf fe la religió cristiana.
La decoració de la sala es conclou amb importants pontífexs i figures al·legòriques de les Virtuts als costats.